# Vuelo 330 de Swissair
El Vuelo SR330 de Swissair era un vuelo regular desde el Aeropuerto Internacional de Zúrich en Kloten, Suiza a Tel Aviv, Israel.

## Historia

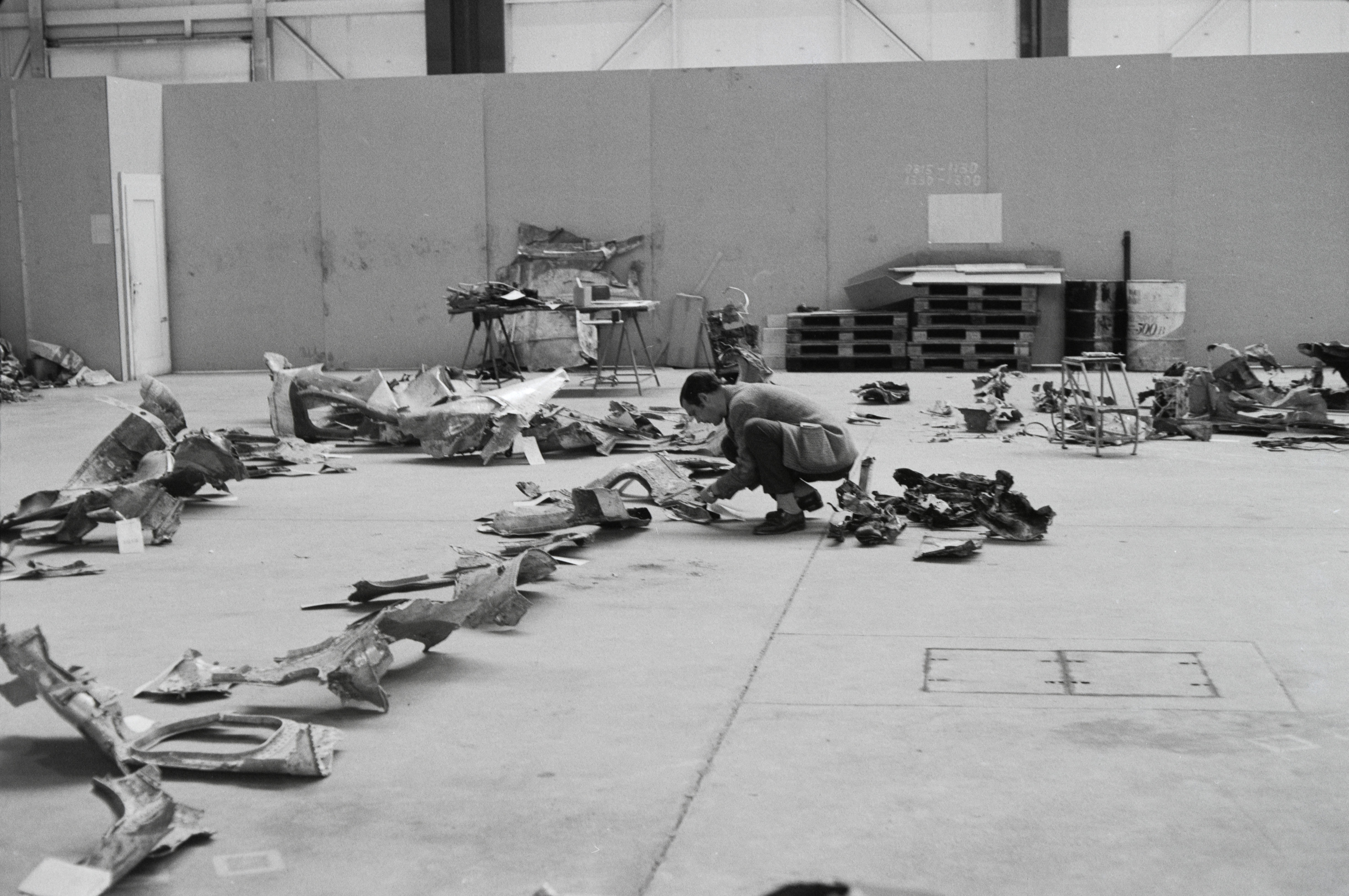
Investigación de los restos del choque.

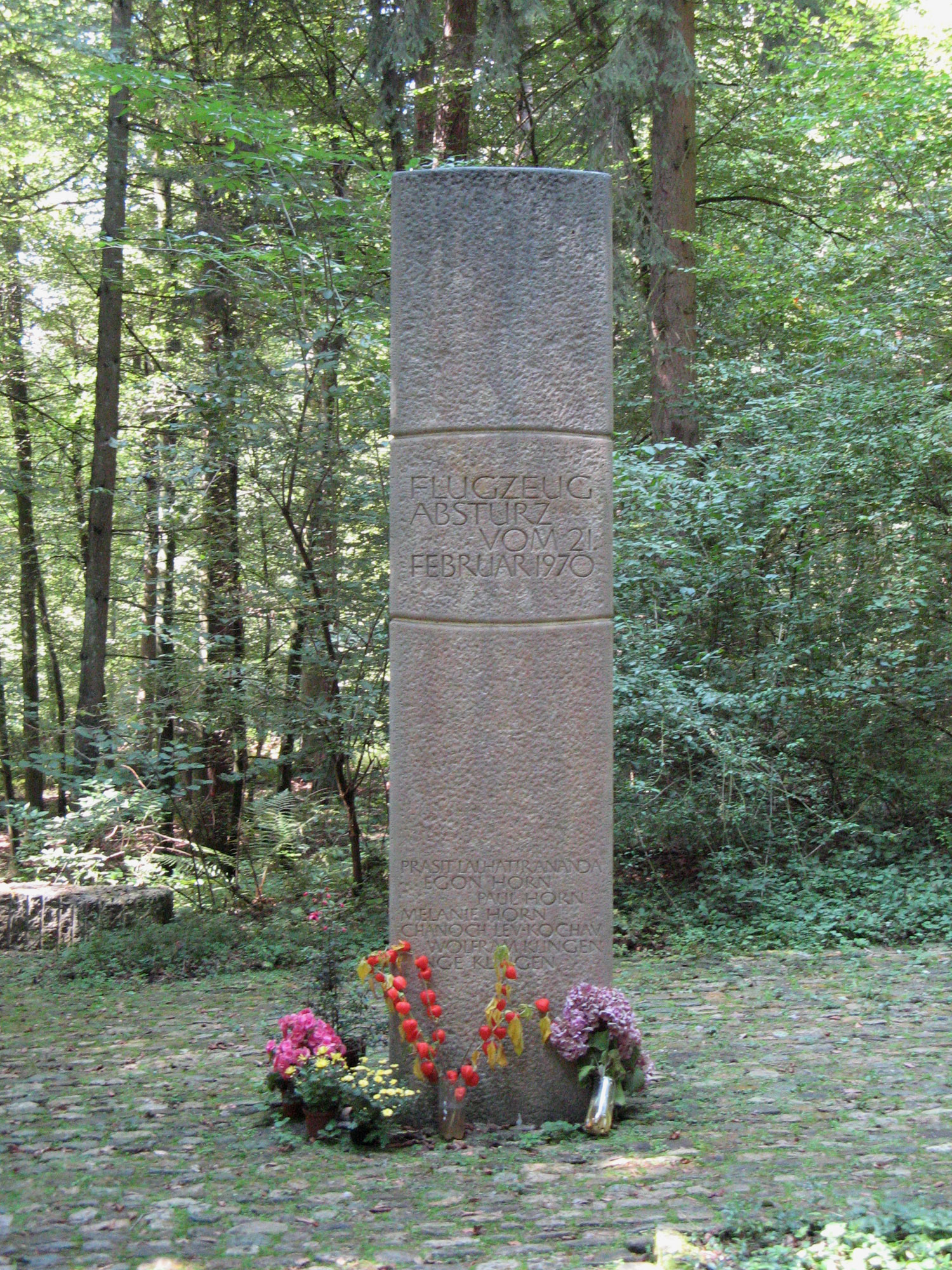
Monumento cerca del lugar del accidente.

El 21 de febrero de 1970, HB-ICD un jet Convair CV-990 Coronado de 8 años y un mes llamado "Baselland" volaba en la ruta con 38 pasajeros y nueve miembros de la tripulación. Una bomba que estalló en la bodega trasera del avión unos nueve minutos después del despegue de ascenso inicial en ruta hacia el Sur, aproximadamente a las 12:15 UTC en la zona de Lucerna norte del Paso de San Gotardo. La tripulación trató de dar la vuelta e intentar un aterrizaje de emergencia en Zúrich, pero tenía dificultad para ver los instrumentos debido al humo en la cabina. El avión se desvió cada vez más hacia el oeste y se estrelló poco después en una zona boscosa en Würenlingen cerca de Zúrich, Suiza, debido a la pérdida de energía eléctrica. Todos a bordo del avión murieron.
Un inspector del aire del Gobierno fue trasladado a la escena en un helicóptero. Él fue seguido poco después por un equipo de 50 investigadores. La policía dijo que la mujer entregó en una 9-mm, pistola encontrada en la escena del accidente inmediatamente después del desastre. Algunos de los restos del avión, incluyendo piezas de tela, se colgaban en la parte superior y en las ramas de los árboles.
El sabotaje fue inmediatamente sospechado aquí debido a la rabia que provoca en los países árabes por la sentencia del pasado mes de diciembre de tres palestinos a 12 años de prisión por un tribunal suizo. Un grupo disidente de la guerrilla árabe, el Frente Popular para la Liberación de Palestina - el Comando General, dijo en Beirut, Líbano, que había sido el responsable de la explosión. Reuters lo informó más tarde, sin embargo, desde Amán, Jordania, un portavoz del grupo de la guerrilla había negado que estuviera involucrado.
Un IED barométrico desencadenado se había utilizado. El mismo día, otra bomba explotó a bordo de un Caravelle con destino a Viena de Austrian Airlines después del despegue desde Frankfurt. El Caravelle aterrizó sin problemas.